# François Le Fer du Pin
François Le Fer, sieur du Pin (né à Saint-Malo le 29 mars 1664 et mort à Saint-Servan le 17 septembre 1728), est un capitaine corsaire et armateur, maire de Saint-Malo de 1708 à 1710.

## Biographie
François le Fer est le fils de Mathieu Le Fer sieur de Chantelou (mort en 1693) et de Jeanne Le Gallais. Il est capitaine de navires corsaires de 1689 à 1693.  Le 17 septembre 1693 il épouse sa cousine Guillemette Le Fer, fille de Luc Le Fer sieur du Val et devient ainsi le beau-frère de son homonyme François Le Fer sieur de Beauvais.
Après son mariage il  s'associe avec son parent et beau-père et s'établit comme négociant et armateur de corsaires. Il arme en course plusieurs vaisseaux corsaires entre 1693 et 1712  pendant la Guerre de la Ligue d'Augsbourg et la Guerre de succession d'Espagne. Il  investit une partie de ses profits dans le premier agrandissement de la ville de Saint-Malo. Il est même élu maire en 1708 mais il démissionne dès 1710.